# さいたま市立日進小学校
さいたま市立日進小学校（さいたましりつ にっしんしょうがっこう）は、埼玉県さいたま市北区にある公立小学校。

## 沿革
- 1873年（明治6年）4月6日 - 上加・西谷・下加・上内野・西内野・大成・櫛引の七か村組合立上加学校を万福寺に開校する[1]。
- 1940年（昭和15年）11月3日 - 大宮町・三橋村・日進村・宮原村・大砂土村が合併して大宮市が発足したことに伴い、大宮市立日進尋常高等小学校となる。
- 1941年（昭和16年）4月1日 - 大宮市立日進国民学校となる。
- 1947年（昭和22年）4月1日 - 大宮市立日進小学校となる。
- 1953年（昭和28年）2月7日 - 校歌制定（作詞：下山つとむ、作曲：下総皖一）。
- 2001年（平成13年）4月1日 - 大宮市・浦和市・与野市が合併してさいたま市が発足したことに伴い、現校名に改称。

## 事故
2011年9月29日、当時6年生女児が課外活動の駅伝練習中に倒れ、適切な処置が行われないまま翌日に死亡する事故が発生した。事故後、さいたま市教育委員会は「さいたま市立小学校児童事故対応検証委員会」を設置し、少女の両親や専門家、関係者らとともに調査。
この事故を機にさいたま市は独自のAEDマニュアルを作成、このマニュアルは少女の名前にちなみ「ASUKAモデル」と名付けられた。

## 小話
- かつては児童数1000人を越えるマンモス校であったが、2009年にさいたま市立つばさ小学校が開校したことにより学区が変更となり、児童数が減少した。
- 毎年さいたま市立日進北小学校・さいたま市立つばさ小学校と三校親善球技大会（バスケットボール）が行われている。